# آیفل

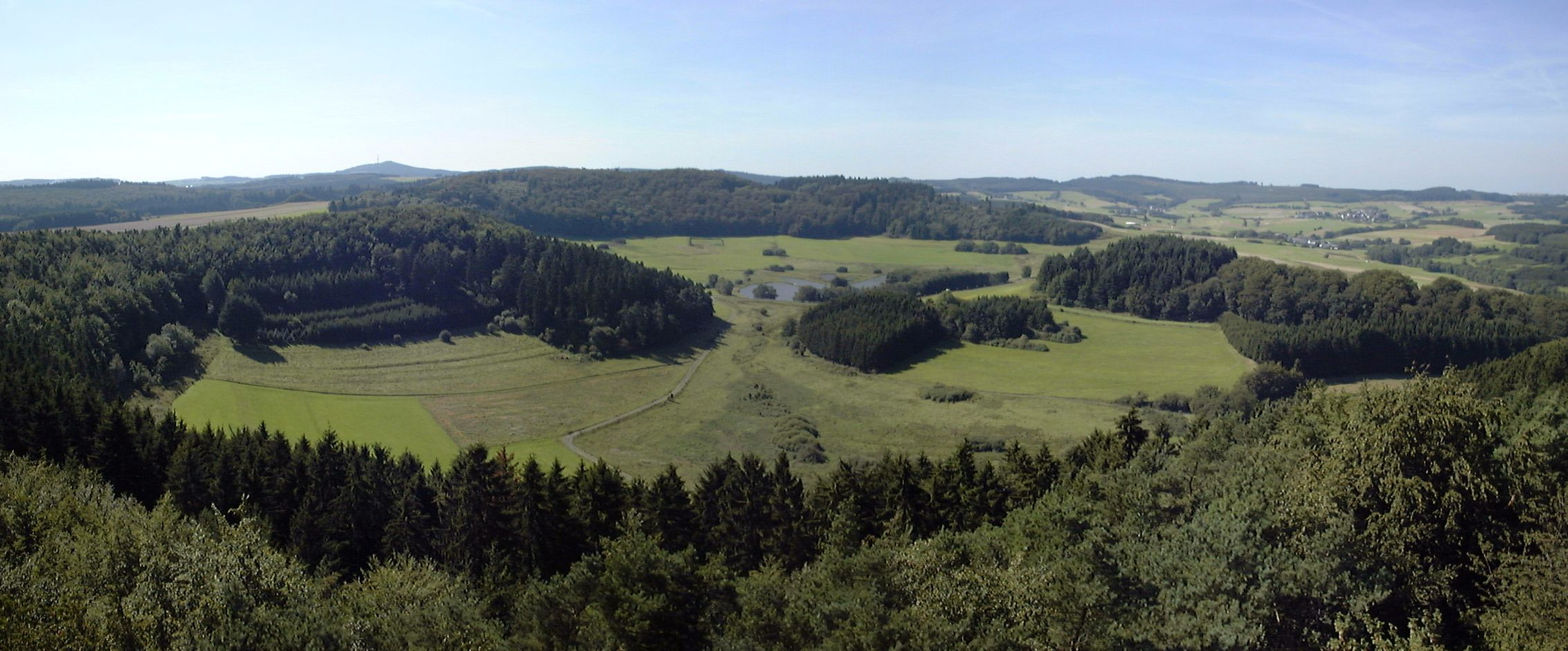
منظره آیفل

آیفل (آلمانی: [ˈʔaɪfl̩] ()؛ لوکزامبورگی: Äifel) رشته‌کوهی کم‌ارتفاع در غرب آلمان و شرق بلژیک است. این کوه شامل بخش‌هایی از جنوب غربی نوردراین-وستفالن، شمال غربی راینلاند-فالتس و جنوب بخش آلمانی‌زبان بلژیک است.
آیفل بخشی از ارتفاعات راین است و پارک ملی آیفل در شمال آن قرار دارد.

## جغرافیا

### موقعیت

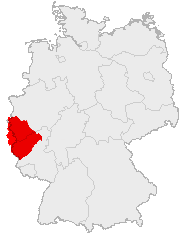
موقعیت کوه آیفل در آلمان

آیفل در محدودهٔ شهرهای آخن در شمال، تری‌یر در جنوب و کوبلنتس در شرق قرار گرفته‌است. دامنهٔ شمال شرقی کوه در راستای خطی از آخن تا دورن و بن امتداد می‌یابد. مرزهای شرقی و جنوبی این کوه به درهٔ رودهای راین و موزل محدود می‌شود. در غرب آن منطقهٔ آردنس در بلژیک و لوکزامبورگ قرار دارد. ایالت‌های نوردراین-وستفالن و راینلاند-فالتس آلمان و منطقه‌های اوپان، سن ویت و لوکزامبورگ از مجموعهٔ کشورهای کوچک (بنلوکس) در محدودهٔ این کوه قرار می‌گیرند. بلندترین نقطهٔ آن، مخروط آتشفشانی هوهه آخت به ارتفاع ۷۴۶٫۹ متر است. در گذشته واژه کارولنژی آیفلگو برای اشاره به بخش کوچکی از آن که سرچشمهٔ رودهای ارفت، اورفت، کیل و آر است، به کار می‌رفت. بعدتر واژه برای معرفی همهٔ منطقه مورد استفاده قرار گرفت.

### توپوگرافی
آیفل در بخشی از ارتفاعات راین قرار دارد که فلات آن در دستهٔ ارتفاعت دشت‌گون طبقه‌بندی شده‌است. این منطقه با فرسایش کوه‌های باستانی در فاز کوه‌زایی واریسکی شکل گرفت. زنجیرهٔ کوه‌های منفرد با ارتفاع‌هایی تا ۷۰۰ متر در طول بخش غربی فلات امتداد دارد. در بخش شرقی، مخروط‌های خاکستر منفرد به عنوان نتیجهٔ فعالیت‌های آتشفشانی دوران‌های ترشیاری و کواترنری ایجاد شد و ارتفاع یافت.
رودهایی که درون موزل، راین و موز تخلیه می‌شوند، شیارهای عمیقی در آیفل پدیدآورده‌اند و دره‌های بزرگی را شکل داده‌اند.
مساحت آیفل ۵۳۰۰ کیلومتر مربع است و از نظر جغرافیایی به دو بخش آیفل شمالی و آیفل جنوبی تقسیم می‌شود.

### پارک‌های طبیعی و ملی
از سال ۲۰۰۴ بخشی از آیفل شمالی به عنوان پارک ملی آیفل تعیین شده‌است. چند پارک طبیعی نیز در آیفل ایجاد شده‌اند.

### بخش‌ها
چند زنجیرهٔ مجزا درون آیفل وجود دارد:
- بخش‌های شمالی کوه، آیفل شمالی نامیده می‌شود.
- بخش‌های شرقی، تپه‌های آر نام دارد.[۱]
- آیفل بلند در جنوب آر قرار دارد.[۱]
- مناطق غربی در مرز بلژیک تپه‌های شنایفل خوانده می‌شوند.
- جنوب آیفل کوتاه‌تر است و چند رود شمال به جنوب آن را برش داده‌اند.

تا سال ۱۹۶۰ بخش آلمانی آیفل به سه گروه واحد اصلی و هر گروه به چند واحد اصلی (سه رقمی) تقسیم می‌شد. پس از بازنگری در سال‌های ۱۹۷۴ و ۱۹۷۸ این تقسیمات تغییر یافت.

### آب‌ها

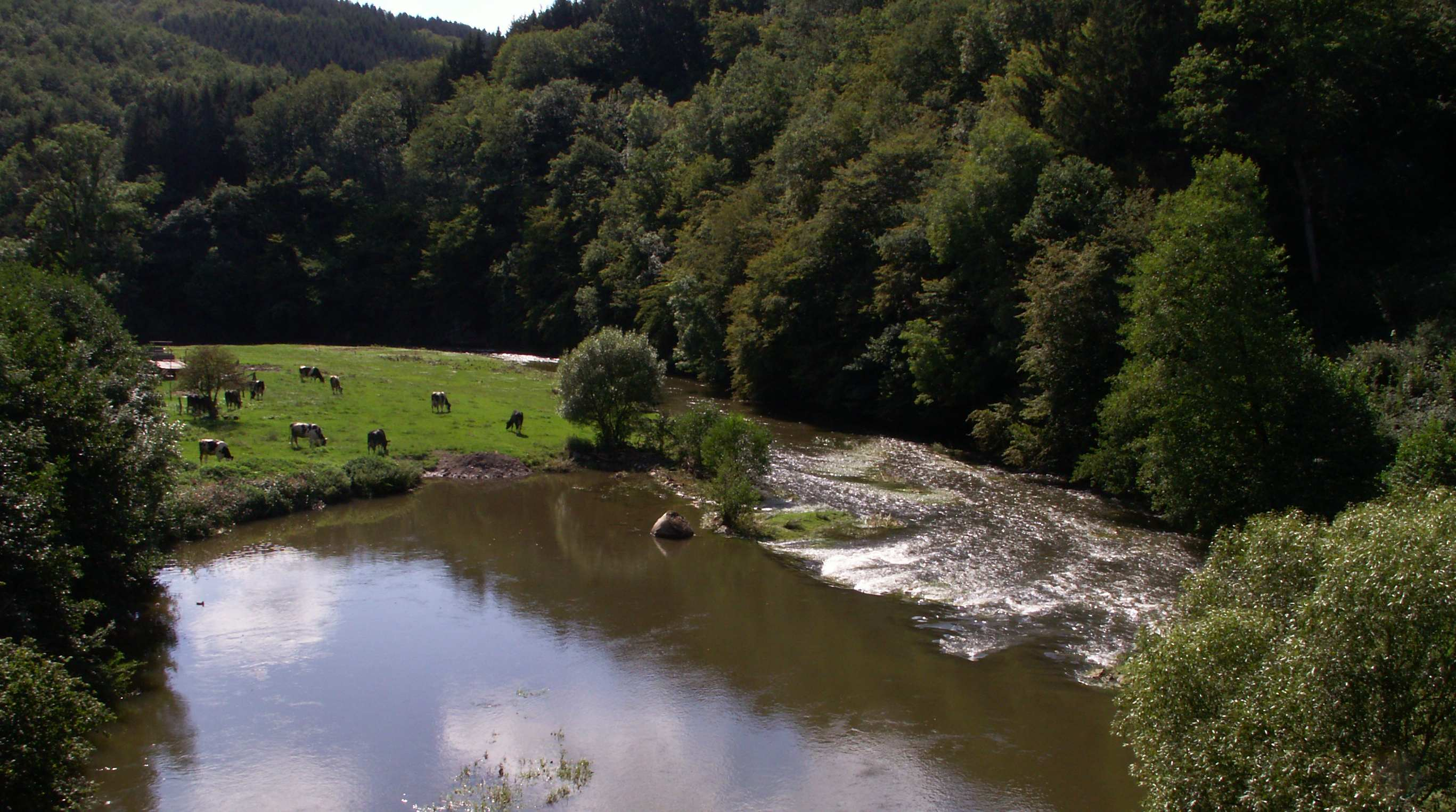

اقلیم معتدل و مرطوب اقیانوس اطلس، باعث تشکیل چند رود کوچک در آیفل شده‌است. آبگیری از این رودها مخازن بزرگی را به ویژه در آیفل شمالی پدیدآورده‌است. یکی از ویژگی‌های آیفل، وجود دریاچه‌های طبیعی با سرچشمهٔ آتشفشانی است.
بیشتر رودهایی که از آیفل سرچشمه می‌گیرند، به رودهای بزرگ منتهی به دریای شمال مانند راین و موز تخلیه می‌شوند.

## اقلیم
آیفل در ناحیهٔ اقلیم اطلس قرار دارد و دارای بارش نسبتاً زیاد، زمستان نسبتاً سرد و طولانی با دوره‌های برفی و تابستان سرد و مرطوب است. جهت غالب باد، غرب و جنوب غرب است. تودهٔ هوای سرد سیبری تأثیر کمی بر شرایط آب‌وهوایی آیفل دارد و اثر آن توسط اقلیم ملایم‌تر اطلس خنثی می‌شود.
بلندترین دورهٔ پوشش برف زمستانی در آیفل برفی ۹ روز است؛ زیرا هوای سرد پایدار نیست. با این وجود به دلیل زیاد بودن تکرار برف در ارتفاعات بالاتر، متوسط ۷۰ روز پوشش برف وجود دارد. میانگین ارتفاع برف از ۱۵ تا ۶۰ سانتی‌متر متغیر است. شراییط حدی می‌تواند تغییرات زیادی به وجود آورد. برای نمونه، در ۲ مارس ۱۹۸۷ ارتفاع برف در وایسر اشتاین ۲۲۷ سانتی‌متر بود.